# Johann Georg Trautmann (Kaufmann)
Johann Georg Trautmann (* 26. Juli 1805 in Hamburg; † 17. Februar 1888 in Bergedorf) war ein Hamburger Kaufmann und Abgeordneter.

## Leben
Trautmann absolvierte eine kaufmännische Ausbildung in Hamburg und erhielt am 4. August 1836 Prokura bei der Firma H.C. Stakemann. Er wechselte im Januar 1837 zur Firma Martin Wm. Soltau und wurde dort Prokurist. 1838 wurde Trautmann Gesellschafter und der Firmenname wurde in M. Wm. Soltau & Trautmann geändert, 1846 wandelte sich der Name zu Soltau, Trautmann & Co. Trautmann trat 1868  aus der Firma aus. 
Von 1859 bis 1864 gehörte Trautmann der Commerzdeputation an, die er 1863 als Präses leitete. Er war vor allem mit Fragen der Münzeinheit befasst. 
Trautmann gehörte von 1860 bis 1864, von der Commerzdeputation entsandt, der Hamburgischen Bürgerschaft an.